# Sigurd Kolsrud
Sigurd Kolsrud, född 1888 på Østre Toten, död 1957, var en norsk filolog och dialektforskare: Han bror till kyrkohistorikern Oluf Kolsrud samt far till etnologen Knut Kolsrud och fysikern Marius Kolsrud.
Kolsruds första arbetsplats var Riksarkivet, och han fortsatte att odla sina arkivariska intressen då han hade etablerat Norsk Målførearkiv 1936. Samtidigt var han en av de första ledarna av arbetet med Norsk Ordbok.
Som professor i nynorska vid Universitetet i Oslo under åren 1923-57 skrev han om norska dialekter, särskilt på Østlandet, och gav ut språkhistoriska och kulturhistoriska källskrifter.